# Yekaterina Lísina
Yekaterina Víktorovna Lísina (en ruso: Екатерина Викторовна Лисина; nacida el 15 de octubre de 1987 en Penza) es una exjugadora de baloncesto rusa.
Ha conseguido 4 medallas en competiciones internacionales con Rusia (medalla de plata en el Campeonato Mundial de Baloncesto Femenino de 2006, medalla de oro en el Campeonato Europeo de Baloncesto Femenino de 2007, medalla de bronce en el Torneo femenino de baloncesto en los Juegos Olímpicos de Pekín 2008 y medalla de plata en el Campeonato Europeo de Baloncesto Femenino de 2009).
Ekaterina Lisina posee además el título de modelo más alta del mundo y es la mujer más alta de Rusia.
Recientemente perdió a manos de Maci Currin el Récord Guinness de las piernas más largas del mundo entre mujeres. Currin, de solo 17 años al momento del logro, inscribió la marca en el famoso libro de Récord Guinness en su edición de 2021.
Su talla de zapato es el 14 (EE. UU.), pesa alrededor de 90 kg o 198 libras y mantiene su peso corporal haciendo ejercicio 4 días a la semana.
Es seguidora del hinduismo y se hizo vegetariana después de su conversión.